# Eternamiente
Eternamiente é o quinto álbum de estúdio da banda Molotov, lançado em 18 de Setembro de 2007.
O disco é uma coletânea de quatro EP, um de cada membro do grupo; Hasta la basura se separa de Micky Huidobro, El Plan de Ayala de Paco Ayala, Sintitolo de Tito Fuentes e Miss Canciones de Randy Ebright, cada um deles com quatro canções.

## Faixas
1. "No Deje Que el Peje lo Apendeje" - 3:35
2. "Eternamiente Molotov"	- 2:21
3. "Hasta la Basura Se Separa" - 4:11
4. "Huidos Needs No Education" - 3:03
5. "Déjate Algo" - 3:14
6. "No Me Moleste Nadie" - 3:28
7. "FXF" - 4:12
8. "Bien" - 3:53
9. "Yo Fo" - 3:30
10. "DDT" - 3:35
11. "Yase"	- 2:55
12. "Por?"	- 2:38
13. "Sentido Comun" - 2:41
14. "Blame Me" - 2:51
15. "Guacala Q Rico" - 3:27
16. "Watts" - 2:55
17. "Eternamiente Molotov" [acústica] - 4:02
18. "Outro" - 0:43